# Phyllodromica adelungi
Phyllodromica adelungi är en kackerlacksart som beskrevs av Lucien Chopard 1943. Phyllodromica adelungi ingår i släktet Phyllodromica och familjen småkackerlackor.
Artens utbredningsområde är Tunisien. Inga underarter finns listade i Catalogue of Life.